# 小馬德布勒肯湖

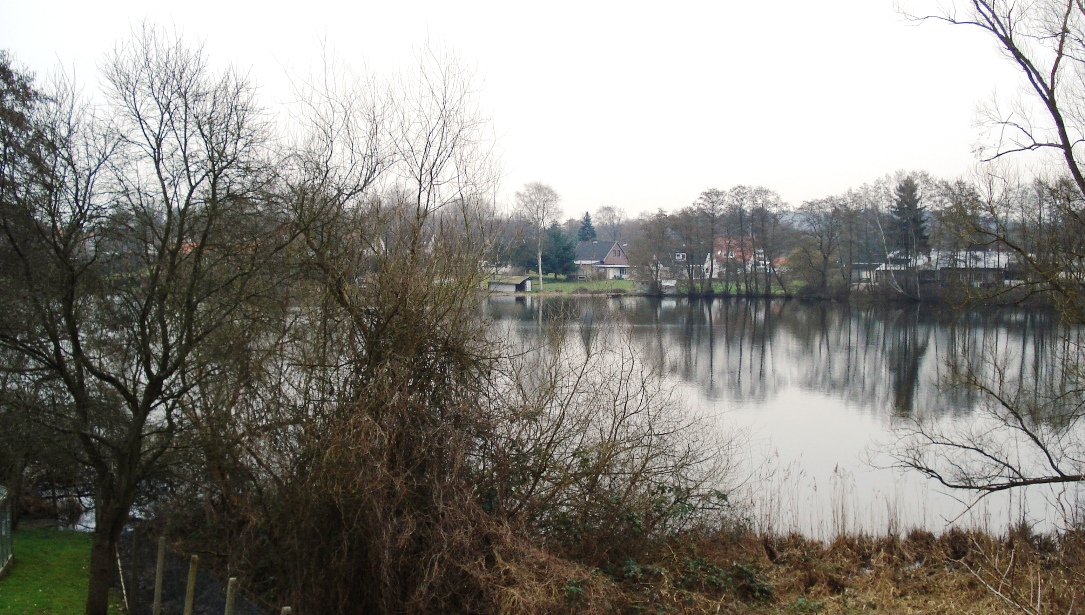

54°08′49″N 10°27′22″E / 54.147°N 10.456°E
小馬德布勒肯湖（德語：Kleiner Madebrökensee），是德國的湖泊，位於該國北部石勒蘇益格-荷爾斯泰因州，由普倫縣負責管轄，長0.3公里、寬0.2公里，面積0.04平方公里，最大水深2米。